# Alberto San Juan
Alberto San Juan Guijarro (Madrid, 1 de noviembre de 1968) es un actor y dramaturgo español.

## Biografía
Alberto San Juan es uno de los cuatro hijos del dibujante e ilustrador Máximo San Juan y de la locutora de radio Pilar Guijarro Ortiz de Zárate. Estudió Ciencias de la Información, donde coincidió en la facultad con el también actor Antonio de la Torre, y siguió cursos en la Escuela de Cristina Rota. 
En 1996 protagonizó la serie de televisión Más que amigos, dirigida por Daniel Écija. En el cine se estrenó ese mismo año con Airbag, de Juanma Bajo Ulloa. Posteriormente participó en producciones de éxito como Los lobos de Washington o Entre las piernas.
Fue nominado al Goya como mejor actor de reparto por El otro lado de la cama, una de las películas más taquilleras de España durante el año 2002.
El 1 de febrero de 2003 presentó junto con Willy Toledo la ceremonia de la XVII edición de los Premios Goya, creada por el grupo Animalario.
En 2004 interpretó al preso Juan José Garfia en Horas de luz, en la que Emma Suárez interpretó a su mujer. Por este papel obtuvo el premio de Mejor Actor tanto en el Festival de Cine Español de Toulouse como en los Premios San Pancracio, La XVII - 2002 1 de febrero de 2003
En 2006 rodó Bajo las estrellas a las órdenes de Félix Viscarret; película con la que consiguió el premio Biznaga de Plata al Mejor Actor en el X Festival de Málaga y el premio a la mejor interpretación masculina de la XXII edición de los Premios Goya celebrada el 3 de febrero de 2008.
No obstante, Alberto San Juan se considera más vinculado al teatro, donde tiene «más autonomía y más dominio» para trabajar ya que, según sus propias palabras, «es más humano que el cine y no está sometido a tanta presión económica». Forma parte de la compañía Animalario.
Ha protagonizado Alejandro y Ana, obra que en 2003 consiguió el Premio Max al mejor espectáculo de teatro y a la mejor empresa de producción. Es autor de obras como Qué te importa que te ame y El fin de los sueños obteniendo por esta última el Premio Max de Teatro Alternativo. En 2007 estrenó la obra Marat Sade, por la que fue nominado como actor protagonista en la XI edición de los Premios Max. 
Como autor, ha adaptado la versión de Carlo Goldoni Argelino, servidor de dos amos, que fue dirigida por Andrés Lima y protagonizada por Javier Gutiérrez, como parte de una coproducción de Animalario y el Teatro de La Abadía.
A mediados de 2009 estrenó en el Teatro Romano de Mérida la obra Tito Andrónico junto a Javier Gutiérrez y Nathalie Poza. En octubre de 2009 fue galardonado con el premio al mejor actor en la Semana Internacional de Cine de Valladolid, por su interpretación en la película La isla interior.
De cara a las elecciones generales de 2011 manifestó su apoyo a la candidatura de Izquierda Unida. En noviembre de 2012, en una entrevista con el periódico El Mundo, afirmó que creía que no había intelectuales de derechas porque los intelectuales se definen por cuestionar el poder. En febrero de 2015 fue elegido miembro del Consejo Ciudadano de Podemos en la Comunidad de Madrid, consiguiendo más votos que ningún otro candidato.
En 2015 se unió a la serie de televisión Carlos, rey emperador interpretando el papel de Carlos III de Borbón.

## Vida privada
Está casado con la arquitecta Paloma Domínguez, con quien tiene dos hijos, Max y Mateo. Anteriormente estuvo casado con la productora chilena Karen del Río.

## Filmografía

### Largometrajes
| Año  | Título                        | Personaje        | Notas                        |
| ---- | ----------------------------- | ---------------- | ---------------------------- |
| 1995 | Morirás en Chafarinas         | Furriel 7ª Cía.  |                              |
| 1997 | Airbag                        | Pako             |                              |
| 1998 | Insomnio                      | Jaime            |                              |
| 1998 | No sé, no sé                  | Antón            | Cortometraje                 |
| 1998 | Los lobos de Washington       | Antonio          |                              |
| 1998 | La ciudad de los prodigios    | Pablo            |                              |
| 1998 | Entre las piernas             | Rojas            |                              |
| 1999 | La sombra de Caín             | Santana          |                              |
| 1999 | Sobreviviré                   | Óscar            |                              |
| 1999 | La mujer más fea del mundo    | Luis Casanova    |                              |
| 1999 | Zapping                       | Alberto          |                              |
| 2000 | Km. 0                         | Sergio           |                              |
| 2000 | San Bernardo                  | Miguel           |                              |
| 2002 | No dejaré que no me quieras   | Enrique          |                              |
| 2002 | El otro lado de la cama       | Rafa             |                              |
| 2002 | Valentín                      | Raúl             |                              |
| 2003 | Haz conmigo lo que quieras    | Manolo           |                              |
| 2003 | Cosa de brujas                | Ángel            |                              |
| 2003 | Días de fútbol                | Jorge            |                              |
| 2004 | Agujeros en el cielo          | Oscar            |                              |
| 2004 | Horas de luz                  | Juanjo           |                              |
| 2005 | Los 2 lados de la cama        | Rafa             |                              |
| 2006 | Días de cine                  | Federico Solá    | También guionista            |
| 2007 | Casual Day                    | Psicólogo        |                              |
| 2007 | Bajo las estrellas            | Benito           |                              |
| 2008 | Gente de mala calidad         | Manuel           |                              |
| 2009 | La vergüenza                  | Pepe             |                              |
| 2010 | La isla interior              | Martín           |                              |
| 2011 | Mientras duermes              | Marcos           |                              |
| 2011 | El barco pirata               | David            | Cortometraje                 |
| 2012 | Una pistola en cada mano      | A.               |                              |
| 2012 | La montaña rusa               | Luis             |                              |
| 2013 | El amor no es lo que era      | Jorge            |                              |
| 2013 | Gente en sitios               | Alberto          |                              |
| 2014 | En tierra extraña             | Alberto San Juan | Película documental          |
| 2014 | La ignorancia de la sangre    | Yacub            |                              |
| 2014 | Las ovejas no pierden el tren | Juan             |                              |
| 2015 | Barcelona, noche de invierno  | Miguel           |                              |
| 2016 | Las furias                    | Aki              |                              |
| 2018 | El Rey                        | Franco           | También director y guionista |
| 2019 | Ventajas de viajar en tren    | W                |                              |
| 2020 | Sentimental                   | Salva            |                              |
| 2021 | Loco por ella                 | Andrés           |                              |
| 2022 | El cuarto pasajero            | Julián           |                              |
| 2022 | El test                       | Toni             |                              |
| 2023 | Matusalén                     | Kase.O           |                              |
| 2024 | Casa en flames                | Carlos Alvarado  |                              |

## Teatro
| Año  | Obra                                                                                       | Autor                                        | Director                     |
| ---- | ------------------------------------------------------------------------------------------ | -------------------------------------------- | ---------------------------- |
| 2019 | El chico de la última fila                                                                 | Juan Mayorga                                 | Andrés Lima                  |
| 2018 | Mundo obrero                                                                               | Alberto San Juan                             | Alberto San Juan             |
| 2017 | Masacre, una historia del capitalismo español                                              | Alberto San Juan                             | Alberto San Juan             |
| 2015 | El Rey                                                                                     | Alberto San Juan                             | Alberto San Juan             |
| 2013 | Autorretrato de un joven capitalista español                                               | Alberto San Juan                             | Alberto San Juan             |
| 2012 | Hamlet                                                                                     | William Shakespeare                          | Will Keen                    |
| 2012 | El montaplatos                                                                             | Harold Pinter                                | Andrés Lima                  |
| 2011 | Penumbra                                                                                   | Juan Cavestany Juan Mayorga                  | Andrés Lima                  |
| 2011 | Traición                                                                                   | Harold Pinter                                | María Fernández Ache         |
| 2009 | Tito Andrónico                                                                             | William Shakespeare                          | Andrés Lima                  |
| 2009 | Baile, sólo parejas                                                                        |                                              | Andrés Lima                  |
| 2008 | Urtain                                                                                     | Juan Cavestany                               | Andrés Lima                  |
| 2007 | Argelino, servidor de dos amos                                                             | Alberto San Juan (versión de Carlo Goldoni)  | Andrés Lima                  |
| 2007 | Marat Sade                                                                                 | Peter Weiss                                  | Andrés Lima                  |
| 2005 | Hamelin                                                                                    | Juan Mayorga                                 | Andrés Lima                  |
| 2003 | Alejandro y Ana                                                                            | Juan Cavestany Juan Mayorga                  | Andrés Lima                  |
| 2002 | Pornografía barata                                                                         | Andrés Lima                                  | Andrés Lima                  |
| 2002 | Tren de mercancías huyendo hacia el oeste                                                  | Juan Cavestany Juan Mayorga Alberto San Juan | Andrés Lima Alberto San Juan |
| 2002 | El obedecedor                                                                              | Juan Cavestany                               | Amparo Valle                 |
| 2002 | Perdida en los apalaches                                                                   | José Sanchis Sinisterra                      | José Sanchis Sinisterra      |
| 1999 | El fin de los sueños                                                                       | Alberto San Juan                             | Andrés Lima                  |
| 1997 | Qué te importa que te ame                                                                  | Juan Cavestany Andrés Lima Alberto San Juan  | Andrés Lima Alberto San Juan |
| 1995 | Animalario: Bonitas historias de entretenimiento sobre la humillación cotidiana de existir | Alberto San Juan Juan Cavestany              | Ración de Oreja Amparo Valle |

## Televisión
| Año  | Serie                     | Director                                     | Notas             |
| ---- | ------------------------- | -------------------------------------------- | ----------------- |
| 2025 | Furia                     | Félix Sabroso                                |                   |
| 2024 | Cristóbal Balenciaga      | Aitor Arregi, Jon Garaño y Jose Mari Goenaga | Protagonista      |
| 2021 | Cardo                     | Claudia Costafreda y Ana Rujas               |                   |
| 2021 | Reyes de la noche         | Carlos Therón y Adolfo Valor                 |                   |
| 2020 | Vamos Juan                | Juan Cavestany y Diego San José              | 1 capítulo        |
| 2019 | Instinto                  | Carlos Sedes                                 |                   |
| 2019 | Secretos de estado        | Rafael Montesinos                            | 1 capítulo        |
| 2015 | Carlos, rey emperador     | Oriol Ferrer                                 |                   |
| 2015 | Anclados                  | Daniel Écija                                 | Piloto no emitido |
| 2015 | Yo quisiera               | Rafael Montesinos                            |                   |
| 2013 | Gran Reserva: El origen   | Ramón Campos                                 |                   |
| 2011 | Cheers                    | Manuel Gómez Pereira                         |                   |
| 2010 | Águila Roja               | Daniel Écija                                 |                   |
| 2009 | Pelotas                   | José Corbacho                                |                   |
| 2008 | La Señora                 | Jordi Frades                                 |                   |
| 2007 | Hermanos y detectives     | Damián Szifron                               |                   |
| 2003 | Premios Goya              | Andrés Lima                                  |                   |
| 2001 | Periodistas               | Begoña Álvarez Rojas y Jesús Rodrigo         |                   |
| 2000 | 7 vidas                   | Arantxa Écija                                |                   |
| 2000 | Compañeros                | César Vidal Gil                              |                   |
| 2000 | El grupo                  | Juan Carlos Cueto y Ana Maroto               |                   |
| 1997 | Más que amigos            | Daniel Écija                                 |                   |
| 1996 | Éste es mi barrio         | José Antonio Escrivá                         |                   |
| 1995 | La noche de los castillos | Jocelyn Hattab                               |                   |

## Premios y nominaciones
Premios Goya
| Año  | Categoría                                   | Película                | Resultado |
| ---- | ------------------------------------------- | ----------------------- | --------- |
| 2007 | Mejor interpretación masculina protagonista | Bajo las estrellas      | Ganador   |
| 2021 | Mejor interpretación masculina de reparto   | Sentimental             | Ganador   |
| 2024 | Mejor interpretación masculina de reparto   | El otro lado de la cama | Nominado  |
| 2025 | Mejor interpretación masculina protagonista | Casa en flames          | Nominado  |

Fotogramas de Plata
| Año  | Categoría           | Película           | Resultado |
| ---- | ------------------- | ------------------ | --------- |
| 2007 | Mejor actor de cine | Bajo las estrellas | Ganador   |

Semana Internacional de Cine de Valladolid
| Año  | Categoría   | Trabajo          | Resultado |
| ---- | ----------- | ---------------- | --------- |
| 2009 | Mejor actor | La isla interior | Ganador   |

Premios de la Unión de Actores
| Año  | Categoría                          | Trabajo                 | Resultado |
| ---- | ---------------------------------- | ----------------------- | --------- |
| 1997 | Mejor interpretación revelación    | Airbag                  | Nominado  |
| 2002 | Mejor actor secundario de cine     | El otro lado de la cama | Nominado  |
| 2007 | Mejor actor protagonista de cine   | Bajo las estrellas      | Nominado  |
| 2012 | Mejor actor protagonista de teatro | Hamlet                  | Nominado  |

Medallas del Círculo de Escritores Cinematográficos
| Año  | Categoría   | Trabajo            | Resultado |
| ---- | ----------- | ------------------ | --------- |
| 2007 | Mejor actor | Bajo las estrellas | Nominado  |

Premios Feroz
| Año  | Categoría                           | Película          | Resultado |
| ---- | ----------------------------------- | ----------------- | --------- |
| 2021 | Mejor actor de reparto              | Sentimental       | Nominado  |
| 2022 | Mejor actor de reparto de una serie | Reyes de la noche | Nominado  |
| 2025 | Mejor actor de reparto              | Casa en flames    | Nominado  |

Premios Ondas
| Año  | Categoría                             | Serie                | Resultado |
| ---- | ------------------------------------- | -------------------- | --------- |
| 2024 | Mejor intérprete masculino en ficción | Cristóbal Balenciaga | Ganador   |